# Kazimierz Bielenin
Kazimierz Bielenin (ur. 29 stycznia 1923 w Brzeszczach, zm. 19 listopada 2011 w Krakowie) – polski archeolog i historyk sztuki.

## Życiorys
W 1952 roku ukończył studia na Uniwersytecie Jagiellońskim. Doktoryzował się w 1963 na Uniwersytecie Mikołaja Kopernika w Toruniu, natomiast stopień doktora habilitowanego uzyskał w 1972. W 1988 roku otrzymał tytuł naukowy profesora nauk humanistycznych. Od 1950 roku pracował w Muzeum Archeologicznym w Krakowie, początkowo jako asystent i starszy asystent (1950–1955), a później kustosz (1955–1967). Od 1967 do 1994 był wicedyrektorem tej placówki. Odbył nadto w 1965 roku staż w Austrii.
Od 1955 roku brał udział w pracach zespołu prof. Mieczysława Radwana nad starożytnym hutnictwem świętokrzyskim. Był jednym z inicjatorów utworzenia w Nowej Słupi Muzeum Starożytnego Hutnictwa (1960) oraz zorganizowania w tej miejscowości corocznej imprezy popularnonaukowej pn. Dymarki Świętokrzyskie (1967). Na kilkuset kilometrowym obszarze Kielecczyzny odkrył i zbadał łącznie 135 stanowisk archeologicznych. Prowadził również badania w Austrii (Burgenland) i Niemczech (wraz z Muzeum w Poczdamie; Chociebużu i Herzbergu).
Uczeń Mieczysława Radwana i Tadeusza Reymana. Odznaczony został Krzyżem Kawalerskim (1986) i Oficerskim (1995) Orderu Odrodzenia Polski oraz Złotym Krzyżem Zasługi (1977). Wyróżniony został również przyznawanym przez Międzynarodowe Centrum Biograficzne w Cambridge tytułem Międzynarodowego Człowieka Roku Nauki 1997–1998. Otrzymał ponadto honorowe obywatelstwo gminy Brzeszcze i Nowej Słupi. Jego imię nosi Powiatowy Zespół nr 6 Szkół Zawodowych i Ogólnokształcących w Brzeszczach.
Pochowany został na cmentarzu Rakowickim w Krakowie.

## Wybrane publikacje
- Starożytne hutnictwo świętokrzyskie, wyd. 3 przejrz. i uzup., Warszawa 1969
- Starożytne górnictwo i hutnictwo żelaza w Górach Świętokrzyskich, wyd. 2 poszerz. i popr., Kielce 1992